# Waterscreen

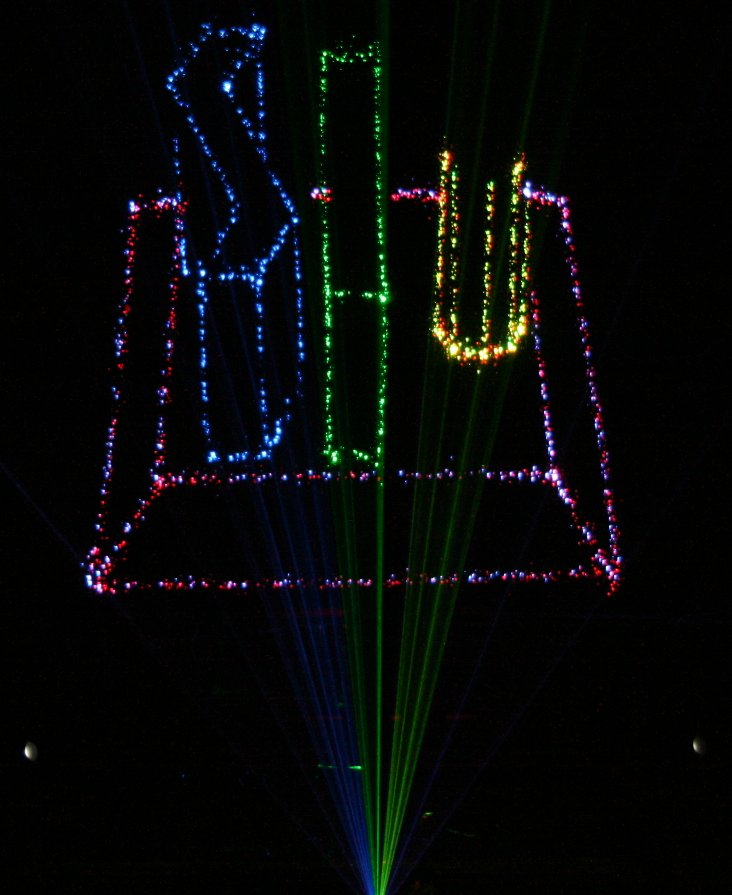
Laserprojektion auf einen Waterscreen

Waterscreen bezeichnet Projektionsflächen aus Wasser, so auch zu sehen bei der Eröffnungsveranstaltung der Olympischen Spiele 2004 in Athen. Der Begriff Waterscreen oder auch getrennt, Water Screen, hat sich insbesondere im englischen Sprachraum umgangssprachlich in der Veranstaltungstechnik allgemein für Wasserprojektionsflächen etabliert.
Wenn man in der Presse oft von der Projektion von Hologrammen die Rede ist, verbirgt sich dahinter in den meisten Fällen eine Projektion auf einen Waterscreen, obwohl dies technisch nichts mit Holographie gemeinsam hat, sondern lediglich eine Wirkung erzeugt, die wohl gemeinhin als Hologrammprojektion etabliert zu sein scheint.

## Grundprinzip
Ein Waterscreen erzeugt eine möglichst homogene und möglichst dünne (und damit eine möglichst transparente) Wasserfläche, die sich zur Projektion von Lasergrafik, Video, Dia oder Gobos von Scheinwerfern eignet.
Aufgrund der optischen Charakteristik des Wassers ist in einer dunklen Umgebung ein von hinten auf die Wasserfläche projiziertes Bild sichtbar. Blickt der Betrachter aus Richtung des Projektors, so ist das Bild auf dem Waterscreen kaum zu erkennen. Der Waterscreen muss also zwischen Projektor und Betrachter platziert werden, damit ein optisch zufrieden stellendes Ergebnis erzielt werden kann (Rückprojektion).
Durch die hohe Transparenz des Wassers ist unter optimalen Bedingungen einzig das projizierte Bild sichtbar. Das dargestellte Motiv scheint ähnlich einem Hologramm in der Luft zu schweben. Je weniger Wasser sich zur Projektion in der Luft befindet, umso stärker muss zwar die Projektionsquelle sein, aber umso plastischer wirkt auch die Projektion, da in diesem Fall das Wasser selbst kaum durch Streulicht der Umgebung erhellt wird.
Naturgemäß lässt sich somit mit Lasergrafiken das beste Ergebnis erzielen, da die hohe Intensität der Projektion nur wenig Wasser für eine ausreichend kontrastreiche Darstellung benötigt.

## Konstruktionsprinzipien
Waterscreens sind in verschiedenen Bauformen verfügbar, die je nach technischen und örtlichen Gegebenheiten zum Einsatz kommen.

### Water Screen Curtain
Wasserverteilsegmente, ähnlich einem langgezogenen Duschkopf, erzeugen einen räumlich eng begrenzten Wasserfall, bzw. Wasservorhang. Das herabfallende Wasser wird in einem Becken aufgefangen und über eine Pumpe wieder nach oben transportiert. Vorteil dieses Prinzips ist die homogene Wasserausbreitung sowie die geringe Spritzwasserbildung, weshalb diese Variante vor allem in Innenräumen eingesetzt wird. Dieser Leinwandtyp wird zunehmend auch abseits des ursprünglichen Einsatzgebiets für Messebau und in der Innenarchitektur als Wandelement aus Wasser eingesetzt.
Ausschlaggebend für die Güte eines Curtain Waterscreen sind die Anzahl der Düsen pro laufendem Meter, die Gestaltung der Düsen (bzgl. Spritzwasserfreiheit), die homogene Wasserverteilung innerhalb des Verteilsegments, das Gewicht der Konstruktion, die Wartbarkeit (z. B. Reinigung der Düsen), die zum Einsatz kommenden Pumpentechnik sowie die Materialbeschaffenheit der Wasserverteilsegmente. Für mobile Einsätze kommen aufgrund des Transportgewichts, des Handlings und der Hängelast zumeist Verteilsegmente aus Aluminium zum Einsatz. Im stationären Einsatz haben sich eher Waterscreens aus Edelstahl bewährt.

### Jet Water Screen
In diesem Fall sind die Wasserverteilsegmente in einem Becken installiert und erzeugen im Vergleich zum Waterscreen Curtain mit deutlich weniger Düsen pro laufendem Meter eine Wasserwand aus einer Anreihung an Wasserfontänen.
Dieses Prinzip eignet sich aufgrund der Spritzwasserbildung fast nur für außen, ist jedoch aufgrund der hohen Wassermenge in der Luft und die rechteckige Form sehr gut zur Wiedergabe von Video geeignet.
Nachteil ist die relativ große Tiefe der Wasserfläche, wodurch besonders filigrane Bildinhalte schwerer zu erkennen sind.

### Spray Water Screen
Bei diesem Konstruktionsprinzip erzeugen oft mehrere Pumpen gemeinsam einen Wasserstrahl, der auf eine Prallfläche geführt wird. Ähnlich einem Löffel unter dem Wasserhahn breitet sich das Wasser als dünner Film halbkreisförmig nach oben und zur Seite hin aus.
Dieser Wasserfilm kann zur Projektion genutzt werden. Vorteil dieser Bauart ist der geringe infrastrukturelle Aufwand (es wird weder Hängegerüst, noch ein planer Untergrund benötigt) und die Möglichkeit, den Waterscreen mit geringem Mehraufwand auch schwimmend betreiben zu können.
Nachteil sind die hohe Windempfindlichkeit, die extreme Spritzwasserbildung sowie die halbrunde Form, die in der Regel nur speziell für diese Form aufbereitete Inhalte optimal darstellen kann. Im Falle von Video, das üblicherweise rechteckige Inhalte darstellt, lässt sich entweder nur ein kleiner Bereich der zur Verfügung stehenden Fläche nutzen oder man verliert durch die halbrunde Form sehr viel Bildinhalt (in der Regel mehr als 50 %).
Darüber hinaus ist die erzeugte Projektionsfläche sehr inhomogen. Während in direkter Nähe zur Austrittsdüse selbst feinere Details noch klar erkennbar sind, nimmt die Deutlichkeit der Projektion zum Rand des Waterscreens sehr rasch ab. Dennoch hat sich dieses Konstruktionsprinzip aufgrund der einfachen Handhabung im Außeneinsatz auf breiter Basis etabliert.

## Verwandte Techniken

### Nebel-Leinwände
Bereits seit vielen Jahren versuchen verschiedene Hersteller das Prinzip des Waterscreens auch auf die Konstruktion einer Nebelwand zu übertragen. Bislang konnte sich diese Technologie noch nicht auf breiter Basis etablieren. Das grundsätzliche Problem ist die geringe Massenträgheit von Wasser-Nebel im Vergleich zu Wassertropfen, wodurch schon geringste Verwirbelungen der Luft dazu führen, dass die Projektionsfläche abreißt.
Der durch die Presse bekannte skandinavische Hersteller Fog Screen hat ein entsprechendes Produkt auf dem Markt. Der relativ hohe Preis, die effektiv zur Projektion nutzbare Fallhöhe des Nebels von kaum mehr als einem Meter sowie das Missverhältnis von technischer Konstruktion zu Nutzfläche bescheiden diesem Produkt jedoch allenfalls ein Nischendasein. Gleichartige Anlagen sind mittlerweile auch aus Deutschland, China und USA erhältlich. Ein Produkt des deutschen Herstellers watershow.de ermöglicht erstmals Projektionen bis zu 8 m Höhe.

### Wasserfontänen
Eine kostengünstige, technisch jedoch mit großen Kompromissen behaftete Alternative zu Waterscreens, ist die Projektion in einen Fontänenbogen. Der von den Fontänen herabfallende Wassernebel ist äußerst inhomogen, extrem windanfällig und eignet sich allenfalls zur Projektion von Lasergrafiken.

### Watergraphic
Schreibende Wasserwand / Watergraphic erzeugt beliebige Bilder und Schriften aus Wasser. Hier werden einzelne Wasserstrahlen computergesteuert sehr schnell ein- und ausgeschaltet. Mit entsprechender Steuerungstechnik ist die Darstellung von Kontrastbildern (schwarz/weiß = kein Wasser/Wasser) möglich. Diese fallen entsprechend ihrer Anfangsgeschwindigkeit und Masse entsprechend dem Beschleunigungsfaktor unaufhaltsam nach unten.

### Gaze
In der Bühnen- und Theatertechnik haben sich semitransparente Gazestoffe als kostengünstige Lösung zur Erzeugung räumlicher Projektionen etabliert. Normaler Gazestoff eignet sich eher zur Aufprojektion mit gängigen Medien, wodurch sich aber das projizierte Bild in der Regel noch einmal auf dem Bühnenhintergrund abbildet. Nur speziell beschichtete Stoffe eignen sich zur Rückprojektion, die Lichtintensität der Projektion nimmt jedoch in diesem Fall ausgehend von der direkten Sichtlinie zwischen Betrachter und Projektor sehr schnell ab (sog. Hotspot-Effekt).
Der entscheidende Nachteil gegenüber Waterscreens ist die Tatsache, dass die Leinwand selbst unter optimalen Bedingungen immer als solche erkennbar bleibt. Während Waterscreens wie von Geisterhand plötzlich da und auch schnell wieder weg sind, ist bei einer Gaze unvermeidbar, dass der Betrachter erkennt, dass eine Leinwand erscheint.

## Warenzeichen
Der Begriff Water Screen ist auch ein eingetragenes Warenzeichen der LOBO electronic GmbH für solche Projektoren.